# Joan Agulló
Joan Agulló   (Lleida - Tàrrega, 1462) va ser un noble català, síndic i paer en cap de Lleida.
Va prendre part en els preparatius de la revolta catalana contra Joan II. Va ser capturat a Castelldans i executat quan es dirigia des de Tàrrega a socórrer Lleida liderant una força de 500 homes. Considerat traïdor i acusat d'haver mantingut tractes amb el comte de Prades, la Generalitat ordenà l'expropiació i la venda dels seus béns.